# کوبکاری

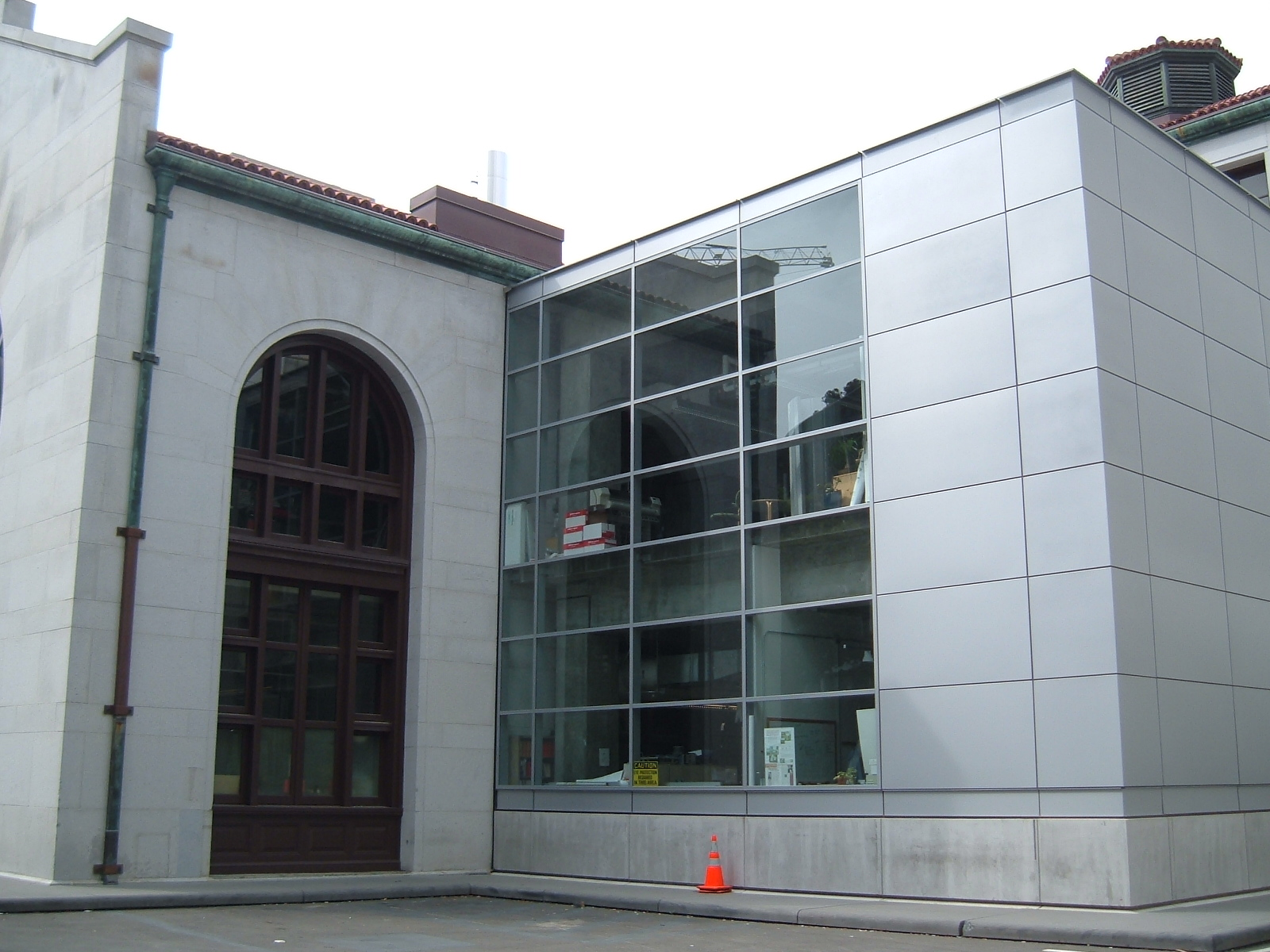
ساختمان معدن یادبود هرست (سنگ، سمت چپ) با آلیاژ آلومینیوم انبساط (شات لایه برداری شده)، سمت راست.

کوبکاری (به انگلیسی: peening) فرایند کار برای بهبود خاصیت مواد روی سطح فلز است که معمولاً با ابزارهای مکانیکی، مانند ضربه چکش، انفجار با ساچمه (ساچمه‌زنی) یا انفجار پرتوهای نور با لیزر انجام می‌شود. کوبکاری معمولاً یک فرایند کار سرد است، که سختکاری سطحی با لیزر یک استثنا قابل توجه دارند و آن هم تمایل به انبساط سطح فلز سرد است، در نتیجه تنش‌های فشاری ایجاد می‌کند یا تنش‌های کششی موجود را کاهش می‌دهد. لایه برداری همچنین می‌تواند سخت شدن کرنش سطح فلز را تشدید کند.

## تنش پسماند
تغییر شکل پلاستیک ناشی از کوبکاری باعث ایجاد یک تنش فشاری باقیمانده در یک سطح کوبکاری شده، همراه با تنش کششی در داخل می‌شود. این حالت استرس مانند حالتی است که در شیشه‌های سخت دیده می‌شود و به دلایل مشابه مفید است.
تنش‌های فشاری سطحی باعث ایجاد مقاومت در برابر خستگی فلز و برخی از اشکال خوردگی می‌شود، زیرا ترک‌ها در یک محیط فشاری رشد نمی‌کنند. این مزیت به قیمت تنش‌های کششی بیشتر در عمق قطعه حاصل می‌شود. با این حال، خواص خستگی قطعه بهبود می‌یابد، زیرا تنش‌ها به‌طور معمول در سطح به دلیل نقص و آسیب سطح به صورت قابل توجهی بیشتر است.

## کار سختی
کار سرد همچنین باعث سخت شدن سطح مواد می‌شود. این باعث می‌شود ترک‌ها کمتر در سطح ایجاد شوند و مقاومت در برابر سایش را ایجاد می‌کنند. هنگامی که یک فلز تحت سخت شدن کرنش قرار می‌گیرد، مقاومت تسلیم آن افزایش اما شکل‌پذیری آن کاهش می‌یابد. سخت شدن کرنش در واقع تعداد نابجایی‌ها را در شبکه کریستالی ماده افزایش می‌دهد. هنگامی که یک ماده دارای تعداد زیادی نابجایی باشد، تغییر شکل پلاستیک مانع می‌شود و ماده به روشی الاستیک به خوبی فراتر از تنش تسلیم الاستیک مواد سخت شده بدون کرنش رفتار می‌کند.

## کرنش / کشش باقیمانده
تغییر شکل پلاستیک ناشی از کوبکاری می‌تواند در کشش سطح یک جسم مفید باشد.
یکی از کاربردهای رایج فرایند کوبکاری را می‌توان در صنایع تعمیر خودرو و ساخت سفارشی خودرو مشاهده کرد که در آن از کوبکاری دستی یا ماشینی برای کشش ورق فلزی نازک برای ایجاد سطوح منحنی استفاده می‌شود. در روش دستی از چکش دستی استفاده می‌شود و نوعی طرح‌ریزی است. همچنین روش‌هایی به کمک ماشین وجود دارد که از نسخه‌ای از چکش برقی برای باز کردن ورق فلز استفاده می‌کنند.
صاف کردن ورق فلز، یکی دیگر از کاربردهای فرایند کوبکاری است و به‌طور خاص به عنوان یکی از تکنیک‌های اولیه برای صاف کردن تسمه‌های فولادی مورد استفاده در عملیات انتقال و پرس صنعتی استفاده می‌شود. در این فرایند، یک تسمه فولادی که دارای انحنای متقاطع است، می‌تواند با صاف کردن سطح مقعر برای کشش آن و در نتیجه از بین بردن انحنای متقاطع، با یکسان کردن طول سطح در کل تسمه بین سطوح مقعر و محدب قبلی، صاف شود. ساچمه کاری تسمه‌های فولادی معمولاً با استفاده از ابزارهای تخصصی و ساچمه مخصوص کوبکاری انجام می‌شود.
هنگامی که برای ایجاد تنش باقی‌مانده یا سخت کاری یک شیء استفاده می‌شود، باید مراقب قطعات نازک بود تا قطعه کار کشیده نشود. در مواردی که کشش اجتناب‌ناپذیر است، ممکن است نیاز باشد که در طراحی، قطعه یا کاربرد فرایند اعمال شود.

## استفاده از جوشکاری
ممکن است پس از جوشکاری برای کمک به کاهش تنش‌های کششی ایجاد شده در هنگام خنک شدن در فلز جوش داده شده (فلز پایه اطراف)، کوبکاری با دست انجام شود. سطح کاهش تنش کششی حداقل است و فقط روی سطوح جوش یا نزدیک به آن رخ می‌دهد. راه‌های دیگر، مانند لکه‌های حرارتی (در صورت وجود)، به کاهش تنش‌های کششی باقی‌مانده کمک می‌کنند. کوبکاری باعث ایجاد سختی بالاتر در جوش می‌شود و این چیزی است که باید از آن اجتناب کرد. به همین دلیل، کوبکاری معمولاً توسط اکثر آیین‌نامه‌ها، استانداردها یا مشخصات پذیرفته نمی‌شود. هر کوبکاری که روی یک جوش انجام می‌شود باید روی قطعه آزمایش تعیین صلاحیت روش جوش انجام شود.
قطعه آزمایش تعیین صلاحیت روش جوشکاری، همهٔ متغیرهای ضروری را که در تولید جوشکاری استفاده می‌شود، تکرار می‌کند. اگر در حین تعیین صلاحیت یک روش جوشکاری، کوبکاری شود، آزمایش‌های مکانیکی بعدی قطعه، آزمایش تعیین صلاحیت رویهٔ ویژگی‌های مکانیکی جوش را نشان خواهد داد. این ویژگی‌های مکانیکی باید حداقل با ویژگی‌های مکانیکی موادی که به هم جوش داده شده‌اند تطابق داشته باشد. اگر این کار را انجام ندهند، روش شکست خورده و روش جوشکاری برای استفاده در تولید جوشکاری قابل قبول نیست.

## تیغه‌های تیزکننده

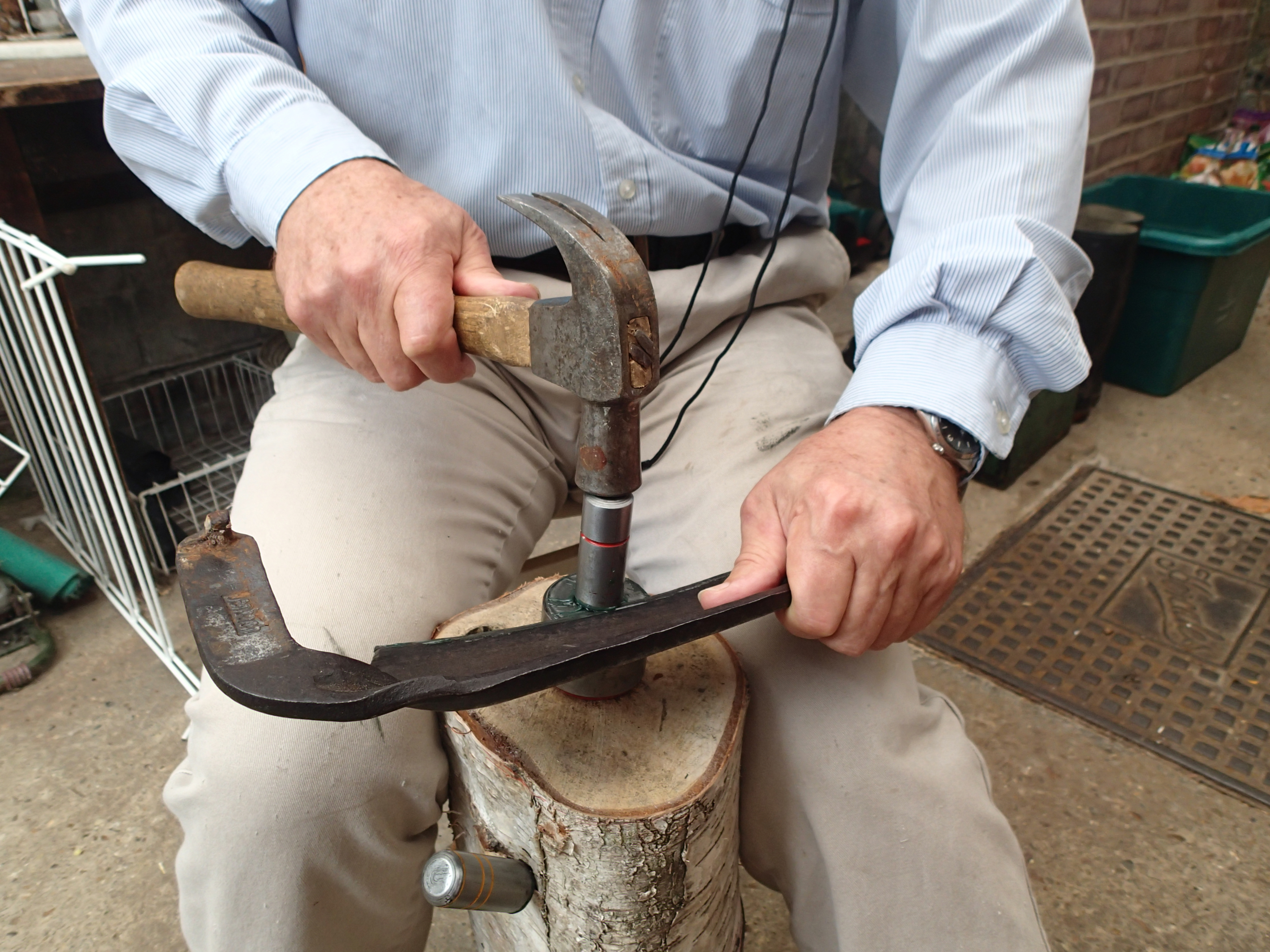
جدا کردن تیغه داس دسته بلند با استفاده از جست و خیز کردن

تیغه‌های داس دسته بلند و داس به‌طور سنتی با کوبکاری گاه به گاه و به دنبال آن تراشیدن مکرر در مزرعه در حین استفاده، تیز می‌شوند. یک تیغه را می‌توان با اصلاح فولاد چکش خوار برای ایجاد یک پروفیل لبه، تیز کرد که سپس می‌توان آن را تراش داد. . شکاف‌ها و بریدگی‌های لبه تیغه را می‌توان با کوبکاری از تیغه جدا کرد و سپس یک پروفیل لبه جدید برای تراش ایجاد کرد.

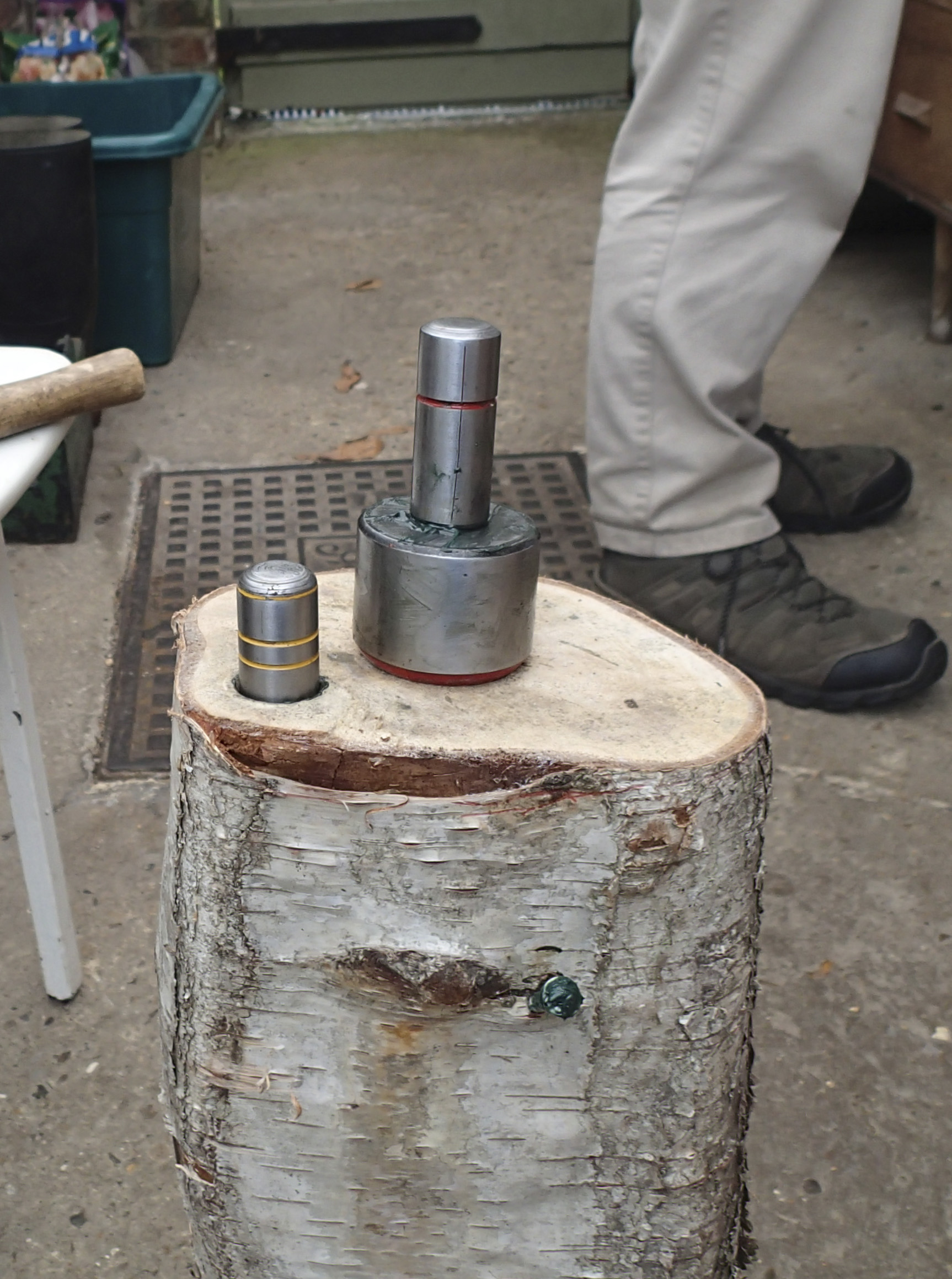
جست و خیز کردن کوبکاری با دو کلاهک رنگی برای زوایای مختلف

تیغه‌ها را می‌توان با استفاده از طرح‌های مختلف کوبکاری به صورت آزادانه زد، یا روی یک جست و خیز کوبکاری کار کرد. یک جست و خیز پرکننده ممکن است دارای کلاهک‌های قابل تعویضی باشد که زوایای مختلفی را تنظیم می‌کند: یک زاویه درشت را می‌توان ابتدا حدود ۳ میلی‌متر (۰٫۱۲ اینچ) از لبه به عقب تنظیم کرد و سپس یک زاویه ظریف روی لبه قرار داد و لبه‌ای را باقی گذاشت که خود را به وجود می‌آورد. به راحتی تیز می‌شود. سپس می‌توان تیغه را با استفاده از سنگ‌های تراش‌کننده به تدریج تراش داد تا زمانی که برای استفاده آماده شود.

## تاریخچه
در حین ساخت تأسیسات برق آبی سد بارکر بین سال‌های ۱۹۰۸ و ۱۹۱۰، کارگرها متوجه شدند که جوش‌های ضربه‌ای در حالی که هنوز گرم بودند، باعث بهبود استحکام آن‌ها می‌شدند.
اولین مقاله در مورد کوبکاری در سال ۱۹۲۹ در آلمان نوشته شد و به‌طور خاص در مورد ساچمه‌زنی بود. اولین حق ثبت اختراع ساچمه‌زنی در سال ۱۹۳۴ در آلمان به ثبت رسید اما هرگز به صورت تجاری اجرا نشد. به‌طور مستقل در سال ۱۹۳۰، چند مهندس در بیوک متوجه شدند که ساچمه پاشی باعث می‌شود که فنرها را در برابر خستگی مقاومت کنند. این فرایند سپس توسط صنعت خودرو پذیرفته شد. زیمرلی برای اولین بار گزارشی را در سال ۱۹۴۰ منتشر کرد. جان آلمن تحقیقات بیشتری انجام داد و در حین جنگ جهانی دوم آن را به صنعت هواپیماسازی معرفی کرد.
در سال ۱۹۵۰، کوبکاری به یک فرایند پذیرفته شده تبدیل شد و در ادبیات مهندسی گنجانده شد. در همان سال، شکل‌دهی با کوبکاری برای تشکیل پوست بال هواپیمای لاکهید ال-۱۰۴۹ سوپر کانستلیشن اختراع شد.
در اوایل دهه ۱۹۷۰، هنگامی که پژوهشگرانی همچون آلن کلوئر در آزمایشگاه‌های باتل در کلمبوس در ایالت اوهایو، پرتوهای لیزری با شدت بالا را بر روی اجزای فلزی برای دست‌یابی به تنش‌های پسماند فشاری عمیق اعمال کردند، نوآوری بزرگی را تجربه کرد که آن‌ها آن را تحت عنوان سخت‌کاری سطحی لیزری ثبت کردند و به واسطهٔ آن معروف شدند.
همچنین در اواخر دهه ۱۹۹۰، هنگامی که برای نخستین بار روی پره‌های فن موتور توربین گازسوز برای نیروی هوایی ایالات متحده آمریکا اعمال شد، به عنوان کوبکاری لیزری شناخته شد.